# Zhu Yaming
Zhu Yaming (en chino: 朱亚明, 4 de mayo de 1994) es un deportista chino que compite en atletismo, especialista en la prueba de triple salto.
Participó en dos Juegos Olímpicos de Verano, en los años 2020 y 2024, obteniendo una medalla de plata en Tokio 2020, en su especialidad.
Ganó una medalla de bronce en el Campeonato Mundial de Atletismo de 2022 y una medalla de plata en el Campeonato Mundial de Atletismo en Pista Cubierta de 2025.

## Palmarés internacional
| Juegos Olímpicos                     | Juegos Olímpicos        | Juegos Olímpicos  | Juegos Olímpicos |
| Año                                  | Lugar                   | Medalla           | Prueba           |
| ------------------------------------ | ----------------------- | ----------------- | ---------------- |
| 2020                                 | Tokio (Japón)           | Medalla de plata  | Triple salto     |
| Campeonato Mundial                   |                         |                   |                  |
| Año                                  | Lugar                   | Medalla           | Prueba           |
| 2022                                 | Eugene (Estados Unidos) | Medalla de bronce | Triple salto     |
| Campeonato Mundial en Pista Cubierta |                         |                   |                  |
| Año                                  | Lugar                   | Medalla           | Prueba           |
| 2025                                 | Nankín (China)          | Medalla de plata  | Triple salto     |